# Phan Quang Đán
Phan Quang Đán (6 tháng 11 năm 1918 – 26 tháng 3 năm 2004) là một bác sĩ, chính khách Việt Nam trong thời Chiến tranh Việt Nam 1954–1975. Ông là bác sĩ y khoa đào tạo từ Viện Đại học Harvard, Hoa Kỳ, có phòng mạch trên đường Nguyễn Thái Học, Sài Gòn và từng là giáo sư Trường Đại học Y khoa Sài Gòn. Vào cuối thập niên 1960 sang đầu thập niên 1970 ông là Bộ trưởng Bộ Chiêu hồi trong Chính phủ Việt Nam Cộng hòa.

## Hoạt động chính trị

### Từ khởi đầu đến thời Đệ Nhất Cộng hòa
Ông bắt đầu hoạt động chính trị chống Pháp vào thập niên 1940 nhưng đến năm 1947 thì phải bỏ nước lưu vong sang Trung Quốc. Ông về Việt Nam năm 1955 tham gia cuộc bầu cử Quốc hội Việt Nam Cộng hòa năm 1956 nhưng bị vu cáo là cộng sản. Ông đứng ra tổ chức Khối Dân chủ (còn gọi là Mặt trận Dân chủ) làm lực lượng đối lập với Đảng Cần lao và dùng báo Thời luận với 80.000 ấn bản mỗi ngày làm cơ quan ngôn luận. Vì chỉ trích chính sách Nhà nước, trụ sở báo Thời luận bị đám đông kéo vào phá tan vào cuối năm 1957 rồi đến tháng Ba năm 1958 thì bị rút giấy phép phải đóng cửa. Ông quay sang viết lập tờ Tin Bắc và lập Đảng Tự do Dân chủ đến năm 1959 thì ứng cử vào Quốc hội. Tuy đắc cử với số phiếu nhiều gấp năm lần đối thủ thuộc đảng Cần lao, ông bị loại không cho nhậm chức.
Năm 1960 ông nhận làm cố vấn cho nhóm âm mưu đảo chính lật đổ Tổng thống Ngô Đình Diệm. Sự việc thất bại và ông bị bắt giam cho đến năm 1963 khi cuộc đảo chánh năm 1963 chấm dứt nền Đệ Nhất Cộng hòa Việt Nam.

### 1963 đến thời Đệ Nhị Cộng hòa
Năm 1967 bác sĩ Phan Quang Đán ứng cử vào Quốc hội. Vì hoạt động của ông chống đối chính phủ quân sự của Nguyễn Cao Kỳ nên bị mưu sát. Ông cũng ra tranh cử trong liên danh cùng với Phan Khắc Sửu làm Phó Tổng thống năm 1967 nhưng thua liên danh Nguyễn Văn Thiệu – Nguyễn Cao Kỳ.
Với chính phủ dân sự, ông được bổ làm Bộ trưởng Bộ Chiêu hồi rồi Thứ trưởng Bộ Xã hội.
Sau năm 1975 Phan Quang Đán sang tỵ nạn ở Mỹ và mất năm 2004.
Có người cho rằng ông là một người trong sạch và tài năng nhưng không gặp thời. 